# Luis Mata Echeverrí
Luis Fernando Mata Echeverrí (San Pedro Sula, 1967) es un político y empresario hondureño. Entre el 24 de mayo de 2021 y el 27 de enero de 2022 se desempeñó como secretario de Finanzas de Honduras en el segundo gobierno de Juan Orlando Hernández (2018-2022). También fue gobernador del Banco Centroamericano de Integración Económica (BCIE).

## Biografía
Estudió una licenciatura en administración de empresas en la Universidad Nacional Autónoma de Honduras. Posteriormente, ocupó cargos directivos en diversas empresas y es socio accionista de la empresa inmobiliaria Urbana Limited S. A. de C. V.
Durante el gobierno de Hernández, se desempeñó como secretario de Promoción de Inversiones y, posteriormente, en 24 de mayo de 2021, se le nombró secretario de Finanzas en relevo de Marco Midence. Durante su gestión, Honduras logró la cuarta aprobación de un acuerdo stand-by con el Fondo Monetario Internacional (FMI). Formó parte del gabinete económico del Gobierno y también fue gobernador ante la Asamblea de Gobernadores del Banco Centroamericano de Integración Económica (BCIE).